# Stugusjön (Anundsjö socken, Ångermanland)
Stugusjön är en sjö i Örnsköldsviks kommun i Ångermanland och ingår i Moälvens huvudavrinningsområde. Sjön har en area på 0,177 kvadratkilometer och ligger 342 meter över havet. Sjön avvattnas av vattendraget Moälven (Åselån).

## Delavrinningsområde
Stugusjön ingår i det delavrinningsområde (708335-159361) som SMHI kallar för Ovan Mjölksjöbäcken. Medelhöjden är 384 meter över havet och ytan är 5,26 kvadratkilometer. Det finns ett avrinningsområde uppströms, och räknas det in blir den ackumulerade arean 34,18 kvadratkilometer. Avrinningsområdets utflöde Moälven (Åselån) mynnar i havet. Avrinningsområdet består mestadels av skog (76 procent) och sankmarker (12 procent). Avrinningsområdet har 0,18 kvadratkilometer vattenytor vilket ger det en sjöprocent på 3,4 procent.